# Gminna Spółdzielnia „Samopomoc Chłopska”

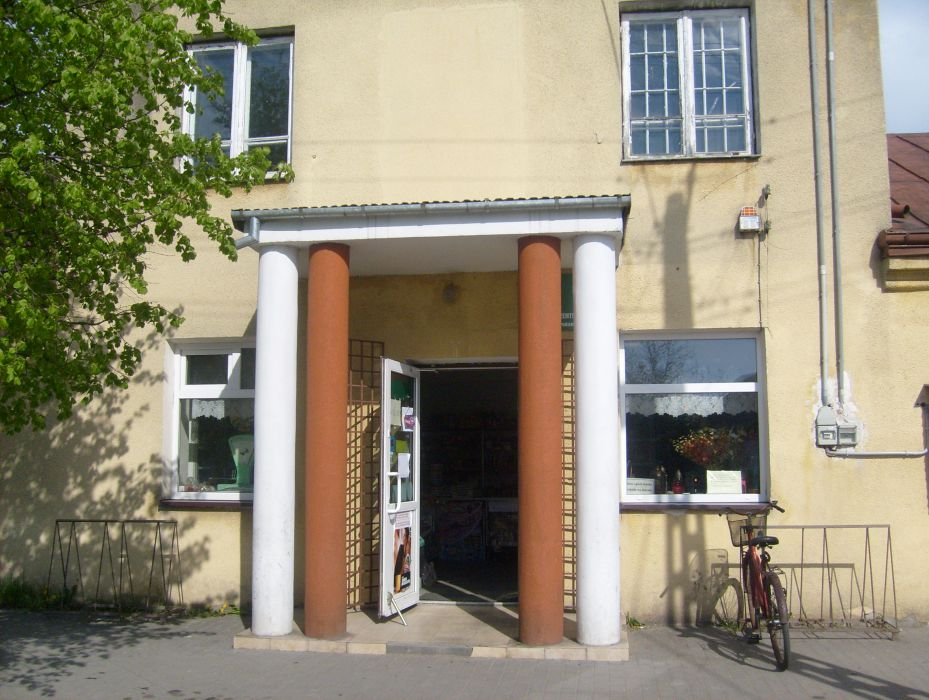
Sklep GS „SCh” w sieci Groszek w Woli Osowińskiej

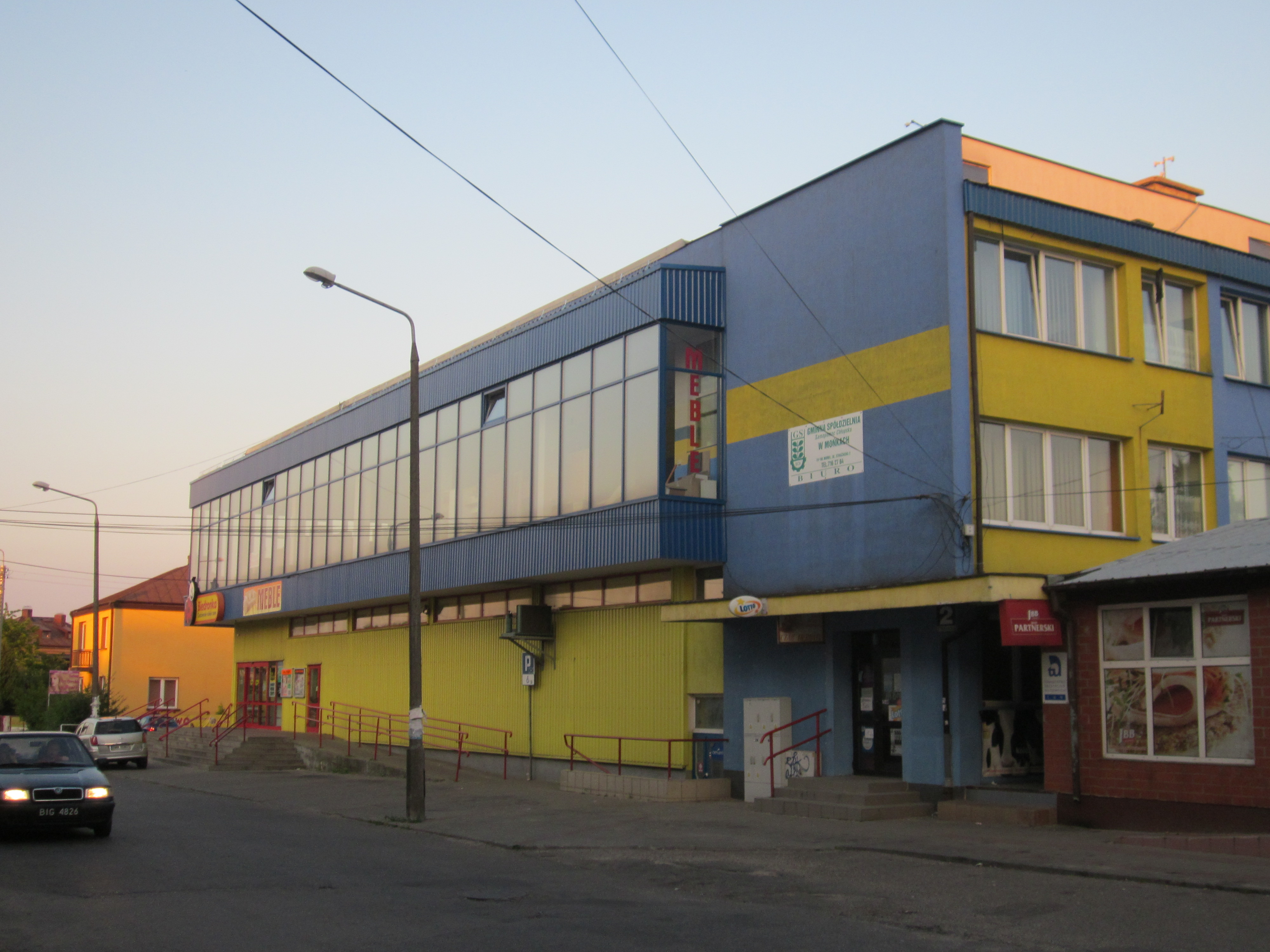
GS „Samopomoc Chłopska” w Mońkach

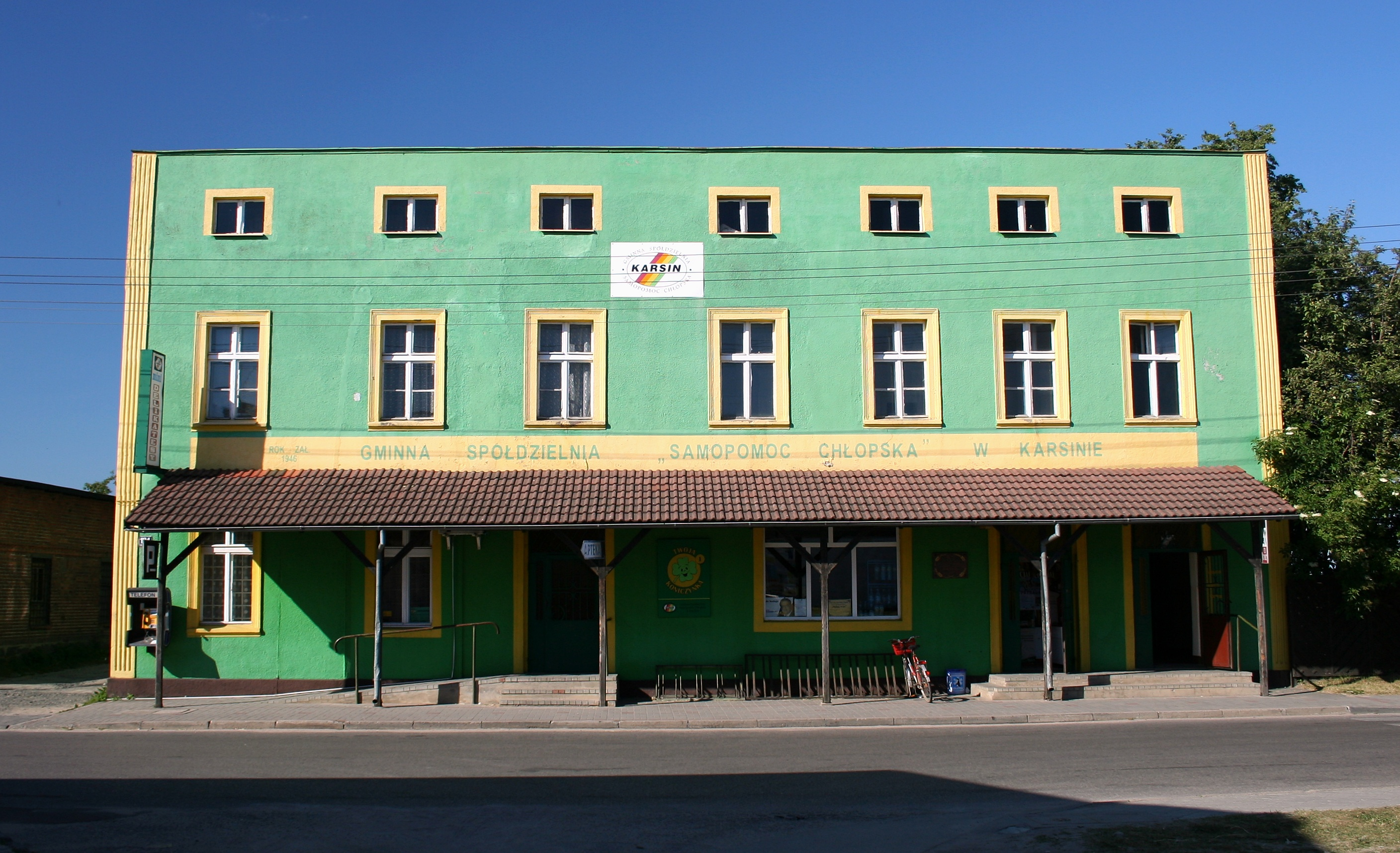
GS w Karsinie, powiat kościerski

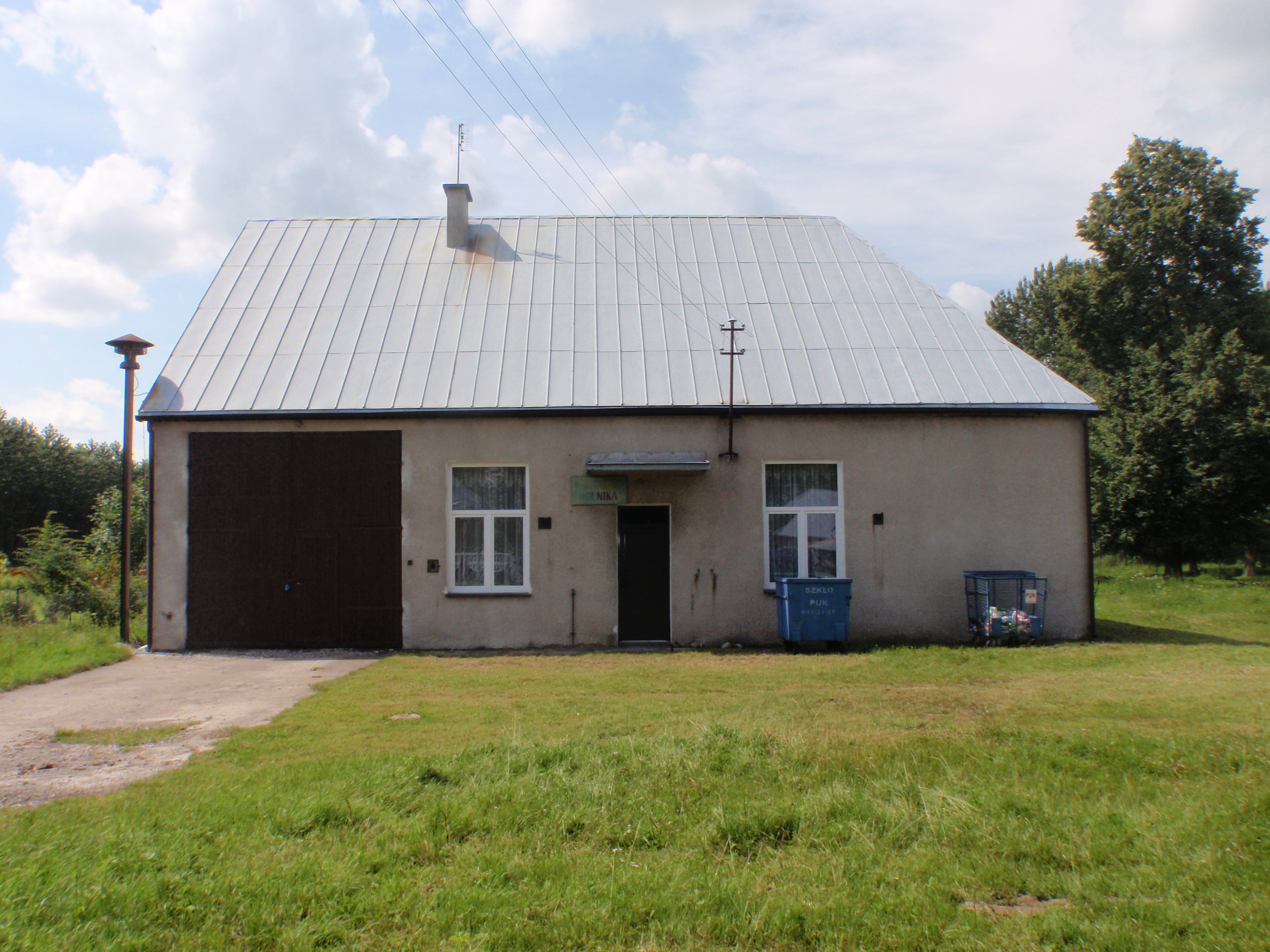
Klub Rolnika Gminnej Spółdzielni „Samopomoc Chłopska” w Czyżykach, powiat hajnowski

Gminna Spółdzielnia „Samopomoc Chłopska” (w skrócie: GS albo GS „SCh”) – nazwa spółdzielni produkcyjno-handlowo-usługowych istniejących w większości gmin wiejskich i miejsko-wiejskich w Polsce.
Utworzone w okresie PRL gminne spółdzielnie miały wówczas praktycznie monopol handlu na wsi (w miastach ich odpowiednikami były w pewnym zakresie spółdzielnie spożywców „Społem”). Poza działalnością gospodarczą niektóre GS-y zajmowały się także aktywizacją lokalnej społeczności poprzez prowadzenie Klubów Rolnika.
Większość Gminnych Spółdzielni przetrwała reformy rynkowe.
Część spółdzielni działa nie tylko na terenach wiejskich, ale również w miastach – zazwyczaj wówczas pod nazwą Rejonowa Spółdzielnia Zaopatrzenia i Zbytu.

## Zakres działalności
GS-y powstały jako rolnicze spółdzielnie zaopatrzenia i zbytu, zajmujące się:
- sprzedażą wszelkich artykułów, od spożywczych począwszy, poprzez wszelkie art. przemysłowe (narzędzia, naczynia, meble, rowery i motocykle, odzież i obuwie, „1001 drobiazgów”), aż do nawozów, materiałów siewnych, budowlanych i węgla na opał,
- skupem żywca,
- przetwórstwem spożywczym, prowadząc piekarnie, rzeźnie, masarnie, rozlewnie piwa, wytwórnie wód gazowanych, restauracje i bary.

## Historia
W dniach 30–31 grudnia 1944 r. popierający PPR działacze wiejscy zorganizowali Zjazd Chłopski w Lublinie. Podczas Zjazdu uchwalono „Orędzie do chłopów” i powołano organizację polityczno-gospodarczą pod nazwą: Związek Samopomocy Chłopskiej (ZSCh), przy pomocy której władze przejęły kontrolę nad tradycyjną chłopską spółdzielczością i kółkami rolniczymi. Jednym z zadań ZSCh było zastępowanie dotychczasowych wiejskich spółdzielni nowym, zestandaryzowanym modelem spółdzielni zaopatrzenia i zbytu, jakim stały się GS „Samopomoc Chłopska”, które w niektórych regionach dodatkowo wzmocniono, na podstawie dekretu z dnia 12 czerwca 1945 r.o przeniesieniu własności resztówek majątków rozparcelowanych na spółdzielnie Samopomocy Chłopskiej przekazując im państwowe „resztki poparcelacyjne”.
W 1946 r. utworzono Powiatowe Związki Gminnych Spółdzielni „Samopomoc Chłopska” (PZGS). Po likwidacji powiatów zastąpiły je Wojewódzkie Związki Gminnych Spółdzielni (WZGS).
W maju 1948 r. Sejm Ustawodawczy uchwalił ustawę o Centralnym Związku Spółdzielczym i centralach spółdzielni. Na podstawie tej ustawy w lipcu 1948 r. Naczelna Rada Spółdzielcza, kierowana przez Edwarda Ochaba powołała do życia 8 branżowych central spółdzielczych:
1. Centrala Rolnicza Spółdzielni „Samopomoc Chłopska” (CRS „Samopomoc Chłopska”)
2. Centrala Spółdzielni Mleczarsko-Jajczarskich
3. Centrala Spółdzielni Ogrodniczych
4. Centrala Spółdzielni Spożywców „Społem”
5. Centrala Spółdzielni Pracy
6. Centrala Spółdzielni Księgarsko-Wydawniczych
7. Centrala Spółdzielni Mieszkaniowych
8. Centrala Spółdzielni Wytwórczych „Solidarność” (spółdzielczość żydowska).

CRS „Samopomoc Chłopska” była centralnym związkiem spółdzielczym, zrzeszającym obowiązkowo wszystkie gminne spółdzielnie w Polsce. Miała uprawnienia do ingerowania w statut i skład zarządu zrzeszonych spółdzielni, nadzorowała je poprzez PZGS i WZGS. W 1974 CRS odznaczony został Orderem Sztandaru Pracy I klasy.
W latach 1961–1967 w budynku Gminnej Spółdzielni Samopomocy Chłopskiej mieściła się siedziba Banku Spółdzielczego w Lipinkach.
W 1976 r. w związku z przyłączeniem do CRS „Samopomoc Chłopska” spółdzielni mleczarskich i ogrodniczo-pszczelarskich powstał Centralny Związek Spółdzielni Rolniczych „Samopomoc Chłopska” (CZSR „Samopomoc Chłopska”). Z kolei po odłączeniu się spółdzielni mleczarskich i ogrodniczo-pszczelarskich w 1981 r. związek ten zmienił nazwę na: Centralny Związek Spółdzielni „Samopomoc Chłopska”, a przestał istnieć na mocy ustawy o zmianach w organizacji i działalności spółdzielczości z 1990 r., która nakazała likwidację wszystkich centralnych związków spółdzielczych.

## Krajowy Związek Rewizyjny
W 1992 r. przedstawiciele 72 Gminnych Spółdzielni „Samopomoc Chłopska” powołali Krajowy Związek Rewizyjny Spółdzielni „Samopomoc Chłopska” (KZRS „Samopomoc Chłopska”), który w 2010 r. zrzeszał ponad 1200 gminnych spółdzielni. Związek wydaje miesięcznik „Rolnik Spółdzielca” (powstały w 1948, jeszcze jako pismo Centrali Rolniczej Spółdzielni Samopomoc Chłopska).